# Повітряні сили Бразилії
Повітряні сили Бразилії (порт. Força Aérea Brasileira, FAB) — один з видів Збройних сил Республіки Бразилія. Є найбільшими військово-повітряними силами в Латинській Америці.

## Історія
Офіційною датою створення ВПС Бразилії є 22 травня 1941 року. У серпні 1942 року Бразилія вступила до Другої світової війни на боці антигітлерівської коаліції. Підрозділи військово-повітряних сил у складі бразильського експедиційного корпусу брали участь у бойових діях в Італії. З 1952 року на озброєння почали надходити реактивні літаки (британські «Метеори»).

## Техніка та озброєння

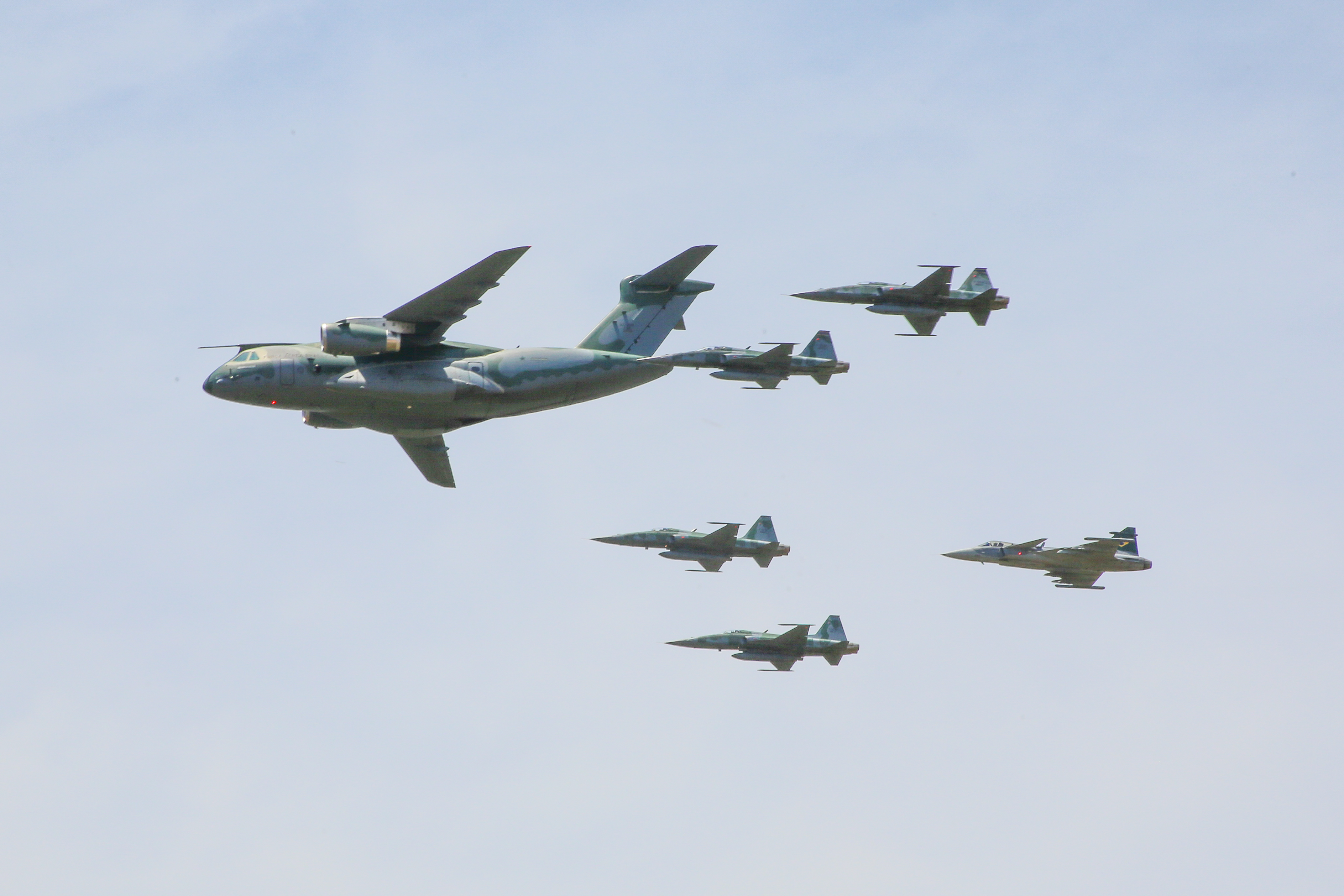
KC-390 у формуванні з F-5M та JAS-39E бразильських повітряних сил.

| Найменування                      | Виробництво        | Призначення   | Кількість     | Примітки      |               |
| Бойові літаки                     | Бойові літаки      | Бойові літаки | Бойові літаки | Бойові літаки | Бойові літаки |
| --------------------------------- | ------------------ | ------------- | ------------- | ------------- | ------------- |
| Airbus ACJ                        | Європейський Союз  |               | 1             |               |               |
| Alenia/Aermacchi/Embraer AMX A1A  | Італія/ Бразилія   |               | 42            |               |               |
| Alenia/Aermacchi/Embraer AMX A1B  | Італія/ Бразилія   |               | 11            |               |               |
| Aermacchi MB-326K                 | ПАР                |               | 12            |               |               |
| Bell Helicopter Textron 206B      | США                |               | 2             |               |               |
| Bell Helicopter Textron UH-1H     | США                |               | 43            |               |               |
| Boeing 707-320C                   | США                |               | 3             |               |               |
| Boeing 737—200                    | США                |               | 2             |               |               |
| British Aerospace HS. 125—400     | Велика Британія    |               | 13            |               |               |
| CASA C-295M                       | Іспанія            |               | 9             |               |               |
| Cessna 208A                       | США                |               | 7             |               |               |
| Cessna 208B                       | США                |               | 10            |               |               |
| Dassault Aviation Mirage 2000C    | Франція            |               | 8             |               |               |
| Embraer ECJ-135 Legacy            | Бразилія           |               | 2             |               |               |
| Embraer EMB-326                   | Бразилія           |               | 18            |               |               |
| Embraer EMB-110                   | Бразилія           |               | 55            |               |               |
| Embraer EMB-110B                  | Бразилія           |               | 4             |               |               |
| Embraer EMB-110P1K                | Бразилія           |               | 5             |               |               |
| Embraer EMB-111                   | Бразилія           |               | 19            |               |               |
| Embraer EMB-120ER                 | Бразилія           |               | 11            |               |               |
| Embraer EMB-120RT                 | Бразилія           |               | 6             |               |               |
| Embraer EMB-121                   | Бразилія           |               | 8             |               |               |
| Embraer EMB-145                   | Бразилія           |               | 7             |               |               |
| Embraer EMB-201                   | Бразилія           |               | 3             |               |               |
| Embraer EMB-312                   | Бразилія           |               | 124           |               |               |
| Embraer EMB-314/ALX/A-29A         | Бразилія           |               | 16            |               |               |
| Embraer EMB-314M/ALX/A-29B        | Бразилія           |               | 40            |               |               |
| Embraer EMB-810C                  | Бразилія           |               | 10            |               |               |
| Embraer ERJ 145ER                 | Бразилія           |               | 7             |               |               |
| Eurocopter AS332M                 | Франція/ Німеччина |               | 10            |               |               |
| Helicopteros do Brasil SA AS355F  | Бразилія           |               | 5             |               |               |
| Helicopteros do Brasil SA HB 350B | Бразилія           |               | 25            |               |               |
| Learjet Learjet 35A               | США                |               | 12            |               |               |
| Learjet Learjet 55                | США                |               | 1             |               |               |
| Lockheed C-130H                   | США                |               | 21            |               |               |
| Lockheed KC-130H                  | США                |               | 2             |               |               |
| Lockheed P-3AM                    | США                |               | 2             |               |               |
| Neiva T-25                        | Бразилія           |               | 54            |               |               |
| Neiva U-42                        | Бразилія           |               | 25            |               |               |
| Northrop F-5E                     | США                |               | 49            |               |               |
| Northrop F-5F                     | США                |               | 6             |               |               |
| Piper PA-32                       | США                |               | 1             |               |               |
| Raytheon Hawker 800XP             | США                |               | 4             |               |               |
| Sikorsky UH-60L                   | США                |               | 6             |               |               |

## Розпізнавальні знаки

Розпізнавальний знак
Знак на кіль

### Еволюція розпізнавальних знаків ВПС Бразилії
| Розпізнавальний знак  | Знак на фюзеляж       | Знак на кіль | Коли використовувався                    | Порядок нанесення |
| --------------------- | --------------------- | ------------ | ---------------------------------------- | ----------------- |
|                       |                       |              | 1944 — 1945 тільки в експедиційних силах |                   |
| Roundel of Brazil.svg | Roundel of Brazil.svg |              | з 1941 року до теперішнього часу         |                   |

## Знаки розрізнення

### Генерали й офіцери
| Категорії          | Генерали       | Генерали                 | Генерали          | Генерали      | Старші офіцери | Старші офіцери  | Старші офіцери | Молодші офіцери | Молодші офіцери   | Молодші офіцери | Молодші офіцери    |
| ------------------ | -------------- | ------------------------ | ----------------- | ------------- | -------------- | --------------- | -------------- | --------------- | ----------------- | --------------- | ------------------ |
|                    |                |                          |                   |               |                |                 |                |                 |                   |                 |                    |
| Бразильське звання | Marechal-do-Ar | Tenente-Brigadeiro-do-Ar | Major-Brigadeiro  | Brigadeiro    | Coronel        | Tenente-Coronel | Major          | Capitão         | Primeiro Tenente  | Segundo Tenente | Aspirante          |
| Український аналог | Генерал армії  | Генерал-полковник        | Генерал-лейтенант | Генерал-майор | Полковник      | Підполковник    | Майор          | Капітан         | Старший лейтенант | Лейтенант       | Молодший лейтенант |

### Сержанти й солдати
| Категорії          | Підофіцери | Сержанти          | Сержанти         | Сержанти          | Сержанти         | Солдати                 | Солдати                |
| ------------------ | ---------- | ----------------- | ---------------- | ----------------- | ---------------- | ----------------------- | ---------------------- |
|                    |            |                   |                  |                   |                  |                         |                        |
| Бразильське звання | Suboficial | Primeiro Sargento | Segundo Sargento | Terceiro Sargento | Cabo             | Soldado Primeira Classe | Soldado Segunda Classe |
| Український аналог | Прапорщик  | Старшина          | Старший сержант  | Сержант           | Молодший сержант | Старший солдат          | Солдат                 |